# 卑詩省91號公路
卑詩省91號公路是加拿大卑詩省大溫哥華地區一條主要高速公路，全長23公里，連接三角洲區和列治文，兩端皆與99號公路交接。

## 走線
91號公路南端位於三角洲區東南部，與99號公路交匯，自此往北延2公里與10號公路交匯，再往北途經兩個交匯處後與北三角洲大道（Nordel Way）交匯。駕駛人士可經該交匯處通往17號公路，再沿該公路通往1號公路。91號公路隨之途經阿力克斯·菲沙橋跨越菲沙河南支流後抵達安那西斯島（Annacis Island），並於島上設一交匯處。此段91號公路的對外掛牌方向為南北向，正式名稱為「安那西斯公路」（Annacis Highway），但此名並不被民眾廣泛使用。
公路隨後跨橋從安那西斯島通往魯魯島，隨即與91A公路交匯並進入列治文。公路自此往西延10公里，途經四個交匯處後再度與99號公路交匯，而91號公路亦到此為止，並駁上赤楊橋大道（Alderbridge Way）通往列治文的中心地帶。91號公路列治文段的對外掛牌方向為東西向，正式名稱為「列治文公路」（Richmond Freeway），但民眾亦常稱之為「東西連接路」（East-West Connector）。

## 歷史
為配合溫哥華舉辦1986年世界博覽會，省府於1980年代在大溫地區進行數項基建工程，其中一環為興建91號公路。包括阿力克斯·菲沙橋，連接北三角洲和魯魯島東部的91號公路南北向路段於1986年完成。91號公路當時亦沿昆士堡連接路（Queensborough Connector）穿越二埠市位於魯魯島上的昆士堡社區，再沿昆士堡橋跨越菲沙河北支流後抵達二埠市區為止。列治文市以内的91號公路東西向路段則於1989年完成，昆士堡連接路和昆士堡橋隨之改編為91A公路。
省政府規劃91號公路時並未與三角洲區政府就72大道交匯處的設計達成共識，因此公路開通時在72大道只以交通燈平交，留待日後才改建為立體交匯處。然而此交通燈平交路口在公路通車多年後仍未改建，導致北行往阿力克斯·菲沙橋的交通經常堵塞於此。加拿大聯邦政府和卑詩省政府曾於2003年宣布合共預留1千萬加元將此燈位改建成立交道，但省府和三角洲區政府仍未達成協議，計劃因此未有落實進行，而預留的款項亦已用作其它用途；省政府更於2011年表示無意改建此平交道。省府終在2016年6月宣布斥資3千萬元將此燈位改建成立交道；項目於2016年末動工，而交匯處則於2018年8月12日落成啓用，91號公路自此全線達致高速公路規格。
另一方面，省政府於2009年落實為91號公路加設東行出口和西行入口連接列治文的尼路臣道。工程耗資2500萬元，於2010年末展開，匝道於2011年8月22日啟用。
省府於2017年1月宣布與聯邦政府合共斥資7千萬元，透過改窄現有行車線和移除路肩為阿力克斯·菲沙橋增設一條行車線，從六線擴充至七線行車。中央行車線將定為調撥車道，透過可由「拉鍊」工程車移動的路壆系統與逆向交通分隔。新增行車線於2019年9月14日啓用，當時只供南行方向使用；可移動路壆系統則於同年12月16日投入服務。

## 出口列表
下列為91號公路沿綫的出入口，排序從南至北：
| 地點                                   | 公里                        | 出口編號 | 目的地                                     | 附註                                                                    |
| -------------------------------------- | --------------------------- | -------- | ------------------------------------------ | ----------------------------------------------------------------------- |
| 三角洲區                               |                             |          | 99號公路                                   | 南端終點                                                                |
| 三角洲區                               |                             | 1        | 10號公路（拉德納幹道）往克洛佛代爾和蘭里市 | 北行交通不能直接通往西行拉德納幹道                                      |
| 三角洲區                               |                             | 4        | 64大道                                     |                                                                         |
| 三角洲區                               |                             | 6        | 72大道                                     |                                                                         |
| 三角洲區                               |                             | 8        | 北三角洲大道（Nordel Way） 通往17號公路和1號公路     |                                                                         |
| 三角洲區                               | 經阿力克斯·菲沙橋橫越菲沙河 |          |                                            |                                                                         |
| 三角洲區                               |                             | 9/10     | 克拉夫登大道（Cliveden Avenue），安那西斯島               | 北行方向為9號出口 南行方向為10號出口 南行方向需途經11號出口前往10號出口 |
| 列治文市                               |                             | 11       | 91A公路往二埠                              |                                                                         |
| 列治文市                               |                             | 13       | 西敏公路（Westminster Highway）                               |                                                                         |
| 列治文市                               |                             | 15       | 尼路臣道（Nelson Road）                               | 東行出口、西行入口                                                      |
| 列治文市                               |                             | 21       | 6號路                                      | 西行出口、東行入口                                                      |
| 列治文市                               |                             | 22       | 乃街北行                                   | 沒有匝道通往乃街南行                                                    |
| 列治文市                               |                             | 23       | 99號公路                                   | 東行方向沒有匝道通往99號公路南行                                        |
| 列治文市                               |                             |          | 貝殼路                                     | 西端終點，平交道                                                        |
| 駁上赤楊橋大道（Alderbridge Way）通往列治文的中心地帶 |                             |          |                                            |                                                                         |

## 外部連結
- 维基共享资源上的相關多媒體資源：卑詩省91號公路